# Batalla d'Uji (1184)
La segona batalla d'Uji va ser un conflicte bèl·lic que va tenir lloc a Uji, prefectura de Kyoto, Japó el 1184 pel control del clan Minamoto durant les guerres Genpei. Minamoto no Yoshinaka intentà arrabassar el poder dels seus cosins Yoritomo i Yoshitsune, i prendre el control del clan. Per això va saquejar Kyoto i va cremar el Palau Hojuji, segrestant l'Emperador Go-Shirakawa i autoproclamant-se shogun. No obstant això els seus cosins li van arribar i li van perseguir pel Pont sobre Uji, el dia d'any nou de 1184. Yoshinaka intentà destruir-lo, en una situació irònicament semblant a la primera batalla d'Uji (1180), com els Taira a la primera batalla, Minamoto no Yoshitsune va dirigir a la seva cavalleria a través del riu, va derrotar Yoshinaka, i el va perseguir lluny de la capital.